# Coptomia bertrandi
Coptomia bertrandi är en skalbaggsart som beskrevs av Olsoufieff 1925. Coptomia bertrandi ingår i släktet Coptomia och familjen Cetoniidae. Inga underarter finns listade i Catalogue of Life.